# Motoneta

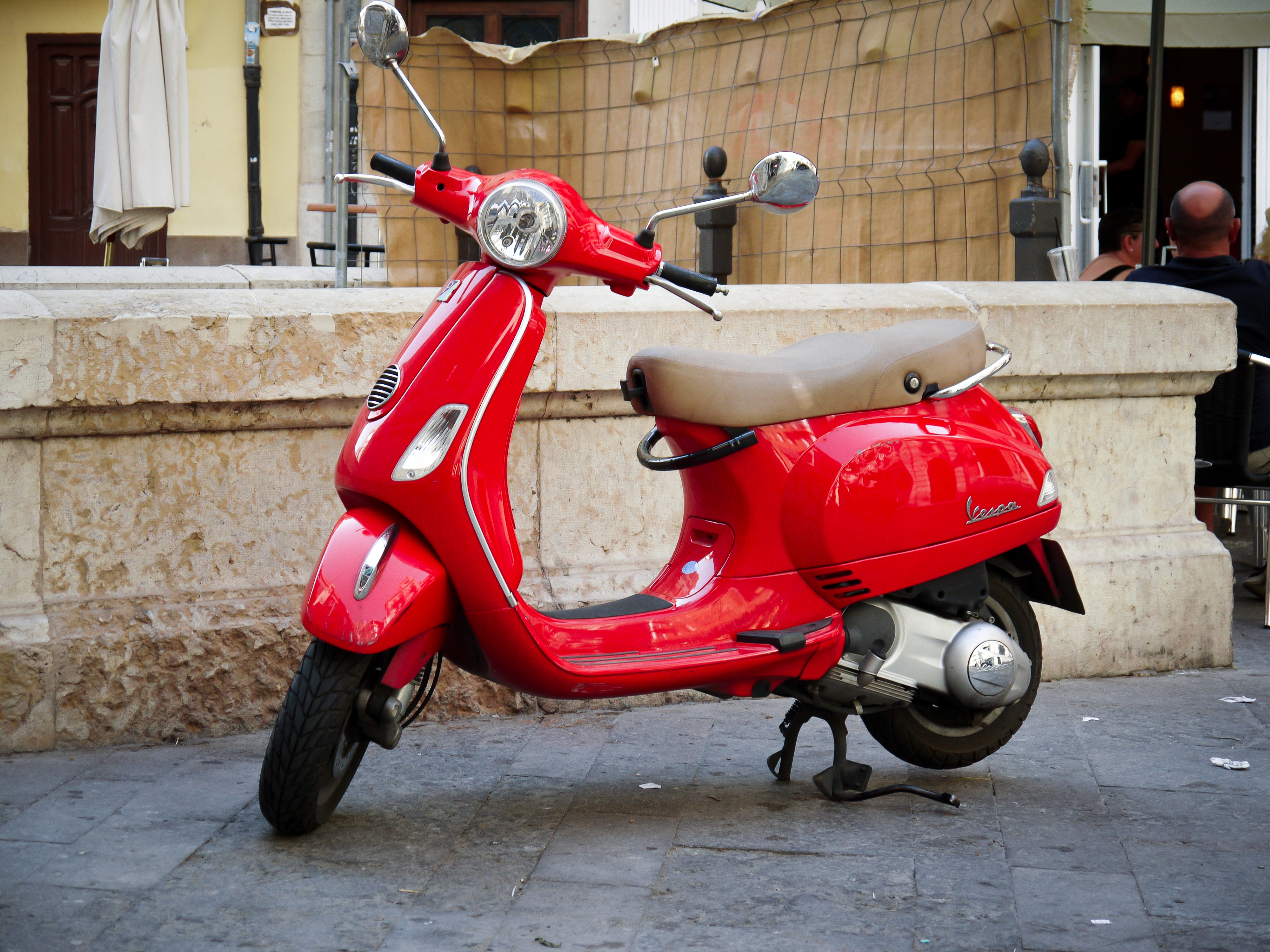
Una motoneta Vespa.

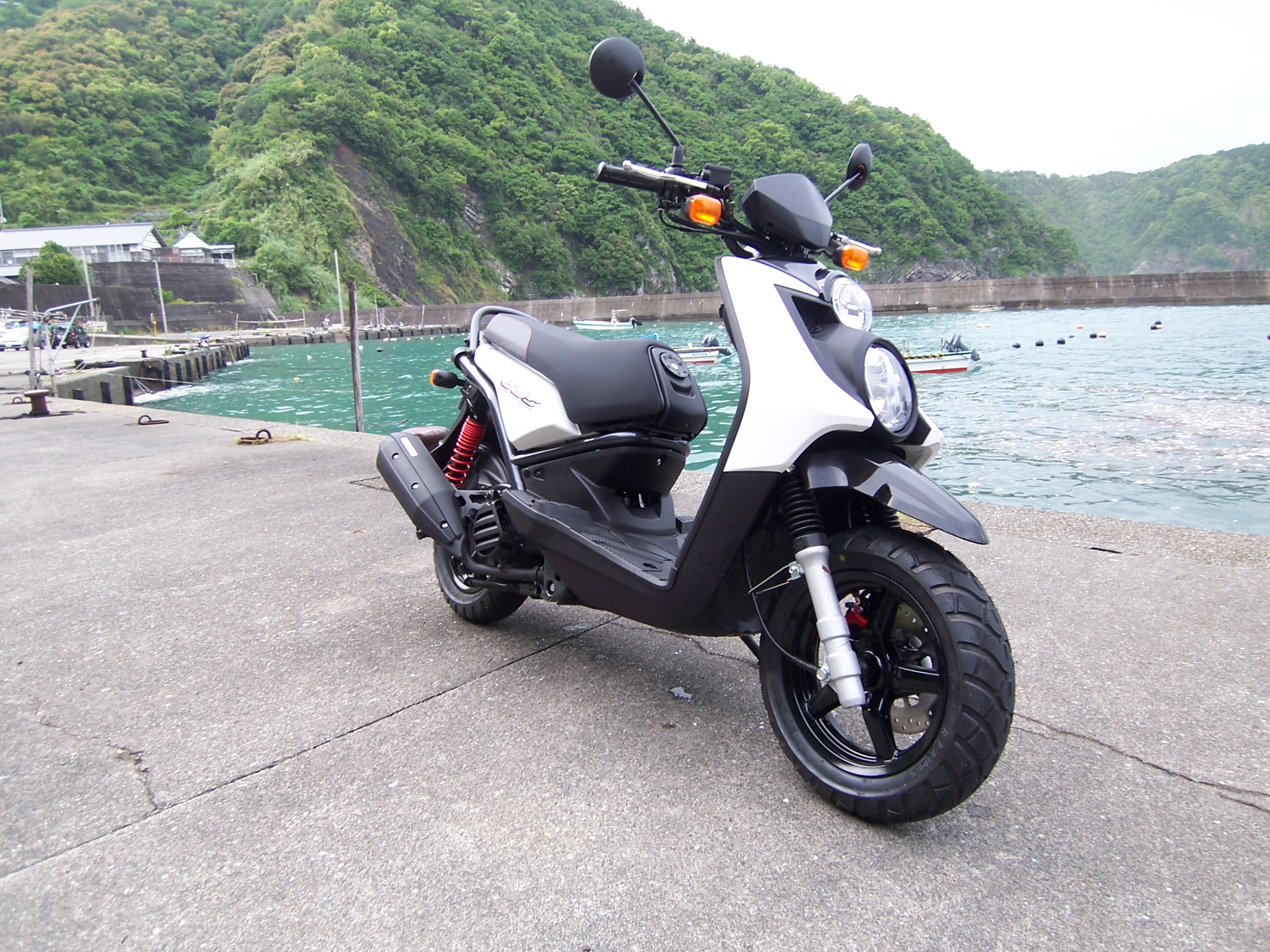
Una Yamaha Zuma (también comercializada como Yamaha BWs o MBK Booster).

Una motoneta, moto automática, pasola o escúter (del inglés scooter), es un tipo de motocicleta con una estructura de cuadro abierto, un asiento y una plataforma para los pies en la que el conductor se apoya (sin montar a horcajadas sobre parte alguna del motor), lo que enfatiza la comodidad y el ahorro de combustible.
La mayoría de las motonetas modernas tienen ruedas más pequeñas que las motocicletas convencionales, de entre 12 a 15 pulgadas (30,5−38 cm) de diámetro, y fueron creadas idealmente para uso urbano. Los modelos modernos, que datan de finales de la década de 1980 en adelante, generalmente usan una transmisión automática continuamente variable (CVT), mientras que los modelos más antiguos usaban una transmisión manual con el control de cambio de marchas y embrague integrado en el manillar izquierdo. Los elementos del diseño de las motonetas estaban presentes en algunas de las primeras motocicletas, y los escúteres de motor se fabrican desde al menos 1914.
La popularidad mundial de las motonetas se remonta a la introducción de los modelos de Vespa y Lambretta en Italia después de la Segunda Guerra Mundial. Estas motonetas estaban destinadas a proporcionar un transporte personal económico (motores de 50 a 150 c. c. o 3,1 a 9,2 pulgadas cúbicas). El diseño original todavía se usa ampliamente en estos modelos. En la actualidad se han desarrollado «maxi escúteres» y «mega escúteres» (del inglés «maxi-scooters» y «mega-scooters» respectivamente), con motores más grandes de 200 a 850 c. c. (12 a 52 pulgadas cúbicas) para los mercados occidentales.

## Diseño y mecánica

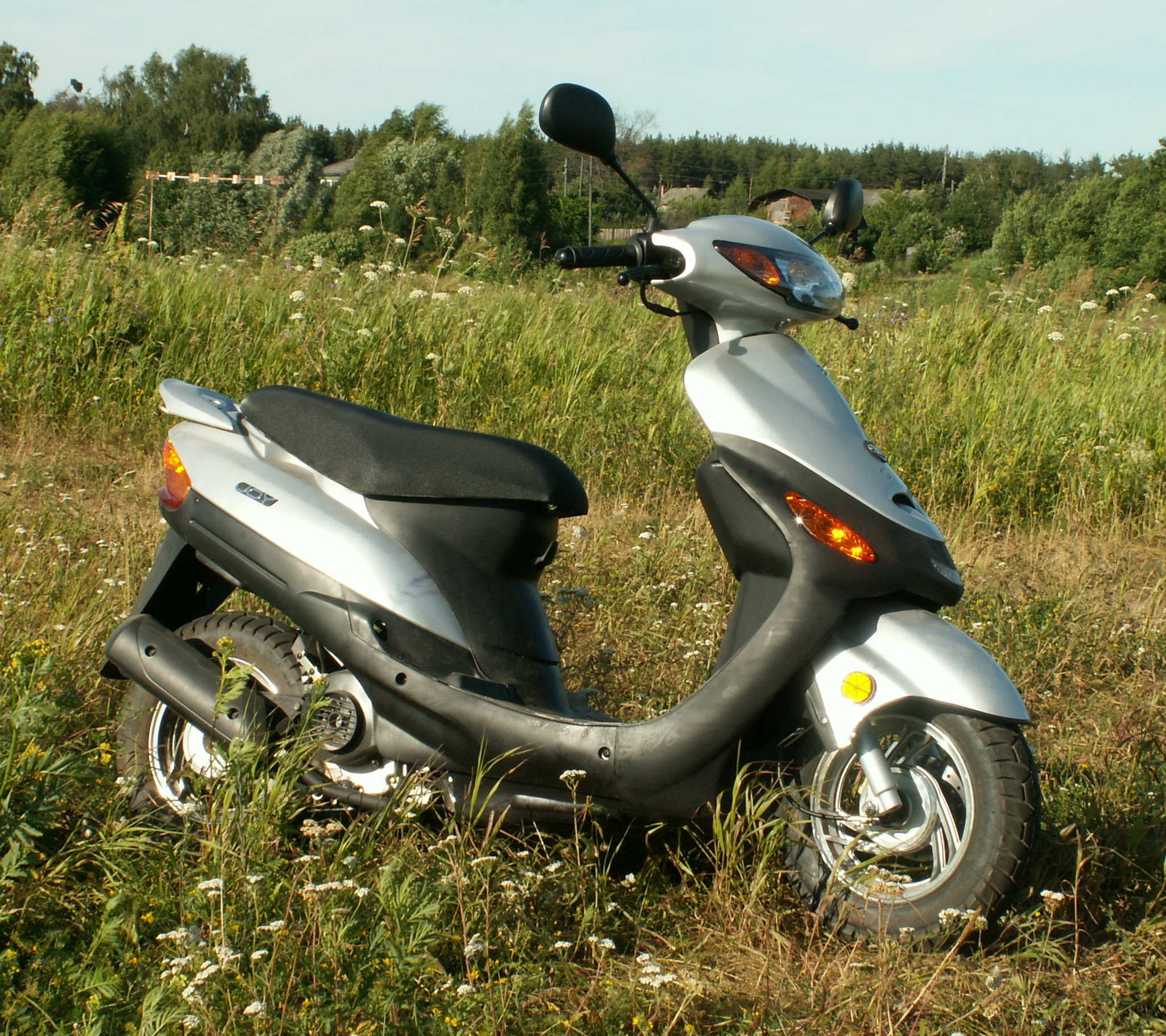
Una escúter moderna Joy-R.

En contraste con la mayoría de las motocicletas, las escúteres suelen tener carrocería, incluyendo una protección frontal para las piernas y un cuerpo que oculta toda o la mayor parte de la mecánica. El diseño clásico de la motoneta presenta un suelo plano para los pies del conductor y a menudo incluye algún hueco de almacenaje integrado, ya sea bajo el asiento, en la protección frontal para las piernas o en ambos sitios.
La mayoría de las motonetas antiguas y algunos modelos retro recientes tienen una transmisión manual con la palanca de cambio y el embrague en el manillar izquierdo. El motor de la motoneta suele hallarse bajo el asiento con una transmisión variable continua transfiriendo la potencia a la rueda trasera, a menudo en una disposición de eje frontal que permite a la parte trasera del motor oscilar verticalmente en conjunción con el movimiento de la rueda trasera.
Hasta hace relativamente poco tiempo, la mayoría de las escúteres modernas llevaban motores de dos tiempos refrigerados por aire con mezcla de combustible y aire por carburación, aunque algunas de gama alta se refrigeran por agua, como la Honda FC50 o la Yamaha YG50 de 2002. La mayoría de las motonetas tienen motores más pequeños que las motocicletas (entre 30 y 250 c. c. y 250 c. c. con un solo cilindro). Los de 49 c. c. o menos cilindrada se clasifican en la mayoría de los países como un ciclomotor y son objeto de unas restricciones de seguridad y tasas reducidos. Desde los años 1990 son cada vez más frecuentes los motores de cuatro tiempos que permiten cumplir con los más estrictos controles de emisión de gases, la mezcla de combustible y aire por inyección y los modelos de mayor cilindrada: 300 c. c., 400 c. c., 500 c. c.; y hasta 800 c. c. que suelen denominarse «maxi escúteres» y «mega escúteres». Ejemplos significativos de estos modelos son la Suzuki Burgman 400 y 650, la Kymco SuperDink 300, Yamaha T-Max, SYM Joymax 300i o la Piaggio X9.
Recientemente están apareciendo también en el mercado y empiezan a popularizarse las «motonetas de tres ruedas» a los que deberíamos considerar triciclos y no biciclos como el Piaggio MP3 o la Yamaha Tricity 125.

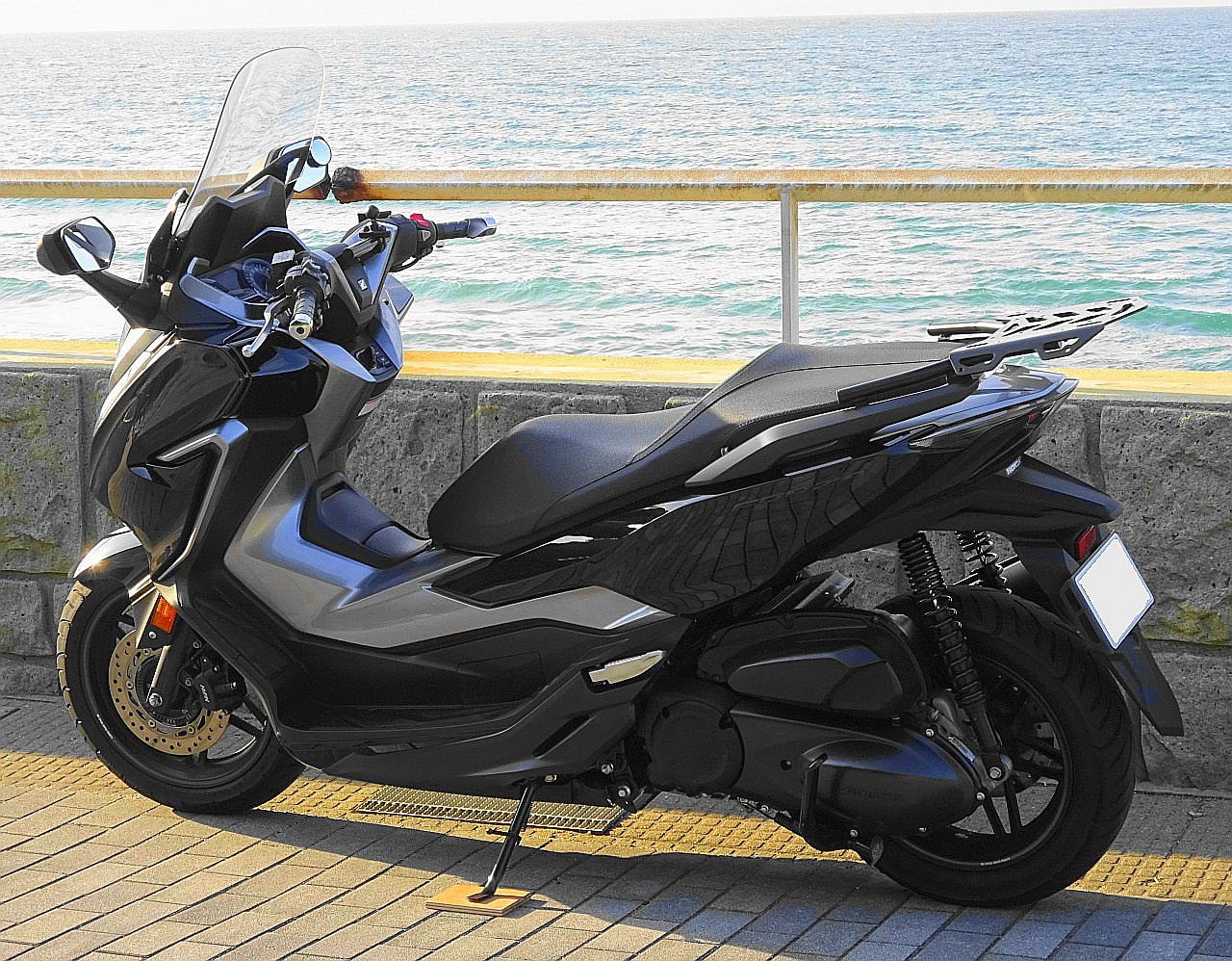
La maxi escúter Honda Forza MF13.

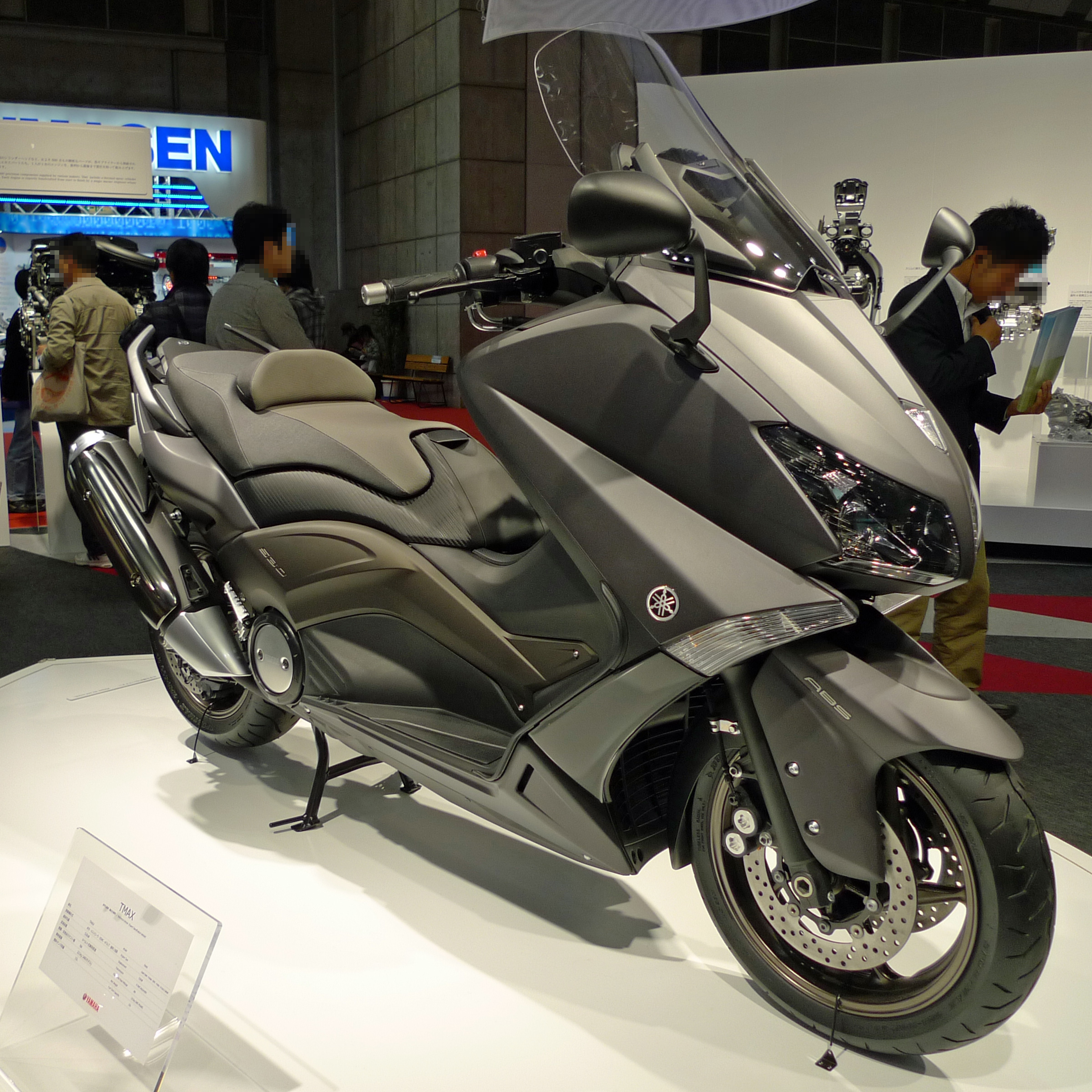
La mega escúter Yamaha T-Max.